# 2013-as virginiai kormányzóválasztás
Az Amerikai Egyesült Államok Virginia államában 2013. november 5-én kormányzóválasztást tartottak. A választást a demokrata párti Terry McAuliffe nyerte meg a republikánus Ken Cuccinellivel szemben. McAuliffe 2014. január 8-án vette át a kormányzói tisztséget a republikánus Bob McDonneltól.